# Kawasaki Ki-100
Ki-100 — одноместный истребитель-перехватчик цельнометаллической конструкции, разработан на базе истребителя Kawasaki Ki-61 Hien, с заменой двигателя жидкостного охлаждения на двигатель воздушного охлаждения. Замена двигателя была вызвана разрушением моторостроительного завода в городе Акаси, выпускавшего двигатели для Ki-61, при налёте американской авиации 19 января 1945 года.
Разработан под руководством Такэо Дои. Первый полет прототипа состоялся 1 февраля 1945 года.
Принят на вооружение в феврале 1945 года под наименованием истребитель армейский тип 5.

## История
История создания истребителя Ki-100 начинается с его предшественника истребителя Ki-61, прототипом которого был немецкий Masserschmitt Bf.109. Этот истребитель создавался фирмой "Kawasaki" для борьбы с американскими бомбардировщиками на больших высотах. На истребитель устанавливался двигатель с водяным охлаждением Kawasaki Ha-40, который был лицензионной версией немецкого двигателя Daimler-Benz DB-601-A. 
Созданный на фирме "Kawasaki" истребитель Ki-61 получился удачным и был запущен крупной серией. Единственным слабым  местом Ki-61 был двигатель, который не отличался надежностью и японская сборка была неудовлетворительного качества. Также в связи с постоянными доработками темпы изготовления двигателей значительно отставали от графика выпуска планеров Ki-61. 
В феврале 1945 года американские бомбардировщики B-29 в результате массированной бомбардировки разрушили корпуса моторостроительного завода Kawasaki в г. Акаси. Поставка двигателей вообще прекратилась. Тем временем у фирмы "Kawasaki" имелось 275 готовых планеров Ki-61 без двигателей.  
Япония оказалась в ситуации, когда ПВО не могли противостоять регулярным налетам американских бомбардировщиков на территорию страны. В сложившихся обстоятельствах, штабом армейской авиации Японии (Koku Hombu), было принято решение установить на самолет Ki-61 двигатель воздушного охлаждения Mitsubischi Ha-112, производство которого было отработано и хорошо налажено.  
В конце 1944 года начались работы по установке нового двигателя на три планера Ki-61. Главной проблемой было то, что двигатель воздушного охлаждения был почти в два раза шире фюзеляжа Ki-61. Конструкторы фирмы "Kawasaki" воспользовались, переданной немцами, документацией на самолет Focke Wulf-190. Доработку планера свели к минимуму - двигатель был установлен на трубчатую мотораму и закрыт капотом, создающим обтекаемое сопряжении двигателя и фюзеляжа. Выхлопные парубки были соединены в единый туннель, и выведены с обеих сторон моторного отделения в горизонтальной плоскости.  
1 февраля 1945 года переделанный под новый двигатель истребитель Ki-61 совершил первый полет. Во время испытаний доработанный самолет показал замечательные результаты. Учебные бои с трофейными самолетами показали, что новый истребитель способен на равных сражаться с самыми современными самолетами противника. Новый истребитель получил наименование "Истребитель тип 5 модель 1а" и короткое Ki-100.  
Кроме замены двигателя и связанных с этим доработок, других изменений конструкции планера сделано мне было. Поэтому выпуск новых истребителей Ki-100, начавшийся с доработки фюзеляжа Ki-61 под новый двигатель, продолжился на сборочных линиях авиационного завода "Kawasaki" в г. Кагамигахаре, до этого выпускавшего Ki-61. Развертыванию крупного серийного производства Ki -100 помешала бомбардировка завода американскими В-29 22 июня 1945 года. Завод был разрушен.    
Вытащив из под обломков завода уцелевшее оборудование, японцы разместили его в подземном убежище в километре от развалин сборочных цехов, а также на небольшом предприятии фирмы Kawasaki в г. Цуики, ранее бывшей мукомольной фабрике. Оба эти импровизированных производства выпустили в июле-августе 1945 года 40 истребителей Ki-100.  Всего, включая прототипы, было изготовлено 389 Ki-100 из них 271 самолет был переделан из Ki-61. Все самолеты прямо с производства направлялись в боевые части.     

## Боевое применение
Освоение новых истребителей Ki-100 приходило быстро, так как серьезных отличий в технике пилотирования по сравнению с Ki-61 не было. Штаб ВВС армейской авиации комплектовал этими истребителями авиационные полки, вооруженные Ki-61. Благодаря своей высокой маневренности и скоростным качествам Ki-100 мог успешно перехватывать бомбардировщики и вести маневренные бои с истребителями сопровождения.
Вооружение Ki-100 состояло из двух пулеметов калибра 12,7 мм и две пушки калибра 20 мм. Пушка устанавливалась в носовой части и стреляла через диск винта, боезапас 200 снарядов на ствол. Пулеметы были установлены в крыльях, боезапас по 250 патронов на ствол. Наиболее эффективно истребитель работал до высоты около 6000 м, где он был самым маневренным. На 10000 м, высоте полета американских бомбардировщиков В-29, истребитель имел недостаточную маневренность. Некоторые подразделения ПВО, для облегчения самолета на большой высоте, снимали с истребителя Ki-100 крыльевые пулеметы.
Основные боевые задачи истребителя были перехват и борьба с истребителями противника. Единственный самолет превосходивший Ki-100 был американский истребитель Mustang P-51.  Другим серьезным противником для Ki-100 были бомбардировщики B-29, которые наносили Японии наибольший урон. На больших высотах характеристики самолета резко падали. Пытались доработать Ki-100 под высотный перехватчик, но осуществлению этих планов не позволила капитуляция Японии. 

## Тактико-технические характеристики
Приведённые ниже характеристики соответствуют модификации Ki-100-I:
Источник данных: Japanese Aircraft of the Pacific War 

Технические характеристики
- Экипаж: 1 пилот
- Длина: 8,82 м
- Размах крыла: 12,0 м
- Высота: 3,75 м
- Площадь крыла: 20,0 м²
- Профиль крыла: NACA 2R1 16 (корень), NACA 24009 (законцовки)[3]
- Масса пустого: 2 525 кг
- Нормальная взлётная масса: 3 495 кг
- Силовая установка: 1 × радиальный Mitsubishi Ha 112-II
- Мощность двигателей: 1 × 1 500 л.с. (1 × 1 119 кВт)
- Воздушный винт: трёхлопастный

Лётные характеристики
- Максимальная скорость: 580 км/ч
- Крейсерская скорость: 400 км/ч
- Практическая дальность: 2 200 км
- Практический потолок: 11 000 м
- Скороподъёмность: 16,8 м/с
- Нагрузка на крыло: 175 кг/м² (расч.)
- Тяговооружённость: 320 Вт/кг (расч.)

Вооружение
- Стрелково-пушечное:  
  - 2 × 20 мм пушки Ho-5 в фюзеляже, по 250 20x94 мм снарядов на ствол
  - 2 × 12,7 мм пулемёта Ho-103 в крыле, по 250 12,7 × 81 мм патронов на ствол
- Точки подвески: 2 (2 × 200-л подвесные баки или бомбы)
- Бомбы: 2 × 250-кг, вместо подвесных баков

## Эксплуатанты
Япония
- ВВС Императорской армии Японии